# Papyrus 4
Papyrus 4 (in der Nummerierung nach Gregory-Aland {\displaystyle {\mathfrak {P}}}4, Teil von Suppl. Gr. 1120) ist eine frühe Handschrift des Neuen Testaments in Griechisch. Es ist ein Papyrusmanuskript des Lukasevangeliums und wird auf das späte zweite / frühe dritte Jahrhundert datiert. Zusammen mit {\displaystyle {\mathfrak {P}}}75 ist es eines der ältesten Manuskripte des Lukasevangeliums und enthält große Teile der ersten sechs Kapitel. Zurzeit wird es in der Bibliothèque nationale de France (Suppl. Gr. 1120) in Paris aufbewahrt.
{\displaystyle {\mathfrak {P}}}4 wurde für die Bindung „eines Kodex von Philo verwendet, der im späten 3. Jahrhundert geschrieben wurde. Er wurde in einem Papierkorb gefunden, den man in einem Haus in Koptos (ca. 250) eingemauert hatte.“
Der griechische Text repräsentiert den Alexandrinischen Texttyp. Aland ordnete ihn in Kategorie I ein.

## Datierung
Philip Comfort und David Barret schreiben in ihrem Buch Text of the Earliest NT Greek Manuscripts, dass {\displaystyle {\mathfrak {P}}}4 vom gleichen Kodex wie {\displaystyle {\mathfrak {P}}}64/67 (das Magdalenpapyrus) stamme und datierten den Text auf 150–175 n. Chr. Wieland stimmt vorläufig mit der „Datierung auf das 3. Jahrhundert überein, wie auch im NA27. Einige datieren es auf das 2. Jahrhundert (z. B. Roberts und Comfort). Dies ist sehr wahrscheinlich, wenn man die Verwendung des Bindematerials für einen Kodex des 3. Jahrhunderts betrachtet.“.
Comfort und Barret zeigen außerdem, dass {\displaystyle {\mathfrak {P}}}4 und {\displaystyle {\mathfrak {P}}}64/67 einige Übereinstimmungen mit einer Anzahl Papyri des späten 2. Jahrhunderts besitzen. Roberts (1979), Skeat (1997), Wieland und Stanton datieren den Text ebenfalls auf das späte zweite Jahrhundert. Dies führt Gregory zu der Schlussfolgerung, dass „es gute Gründe gibt, zu glauben, dass {\displaystyle {\mathfrak {P}}}4 ... im 2. Jahrhundert geschrieben sein mag.“
Charlesworth stellte 2007 fest, dass {\displaystyle {\mathfrak {P}}}64/67 und {\displaystyle {\mathfrak {P}}}4, obwohl vom selben Schreiber geschrieben, nicht aus demselben Kodex stammen.